# ゆうかの里
ゆうかの里（ゆうかのさと）は、徳島県名西郡神山町にあるカミヤマシダレザクラの名所。

## 概要
山一面が300本以上のカミヤマシダレザクラとレンギョウが三月下旬から４月上旬に咲き誇る。入園は無料。駐車料金も無料であるが、ピーク時は不足する。
この地でスダチ栽培をしていた人が平成20年に神山さくら会から枝垂桜の苗三本を譲ってもらったのを機にスダチ畑を桜の山にしようと思い立ち本格的に取り組み十年で桜が立派に成長した。
カミヤマシダレザクラは2021年に日本花の会により新しい栽培品種に認定されている。

## ギャラリー

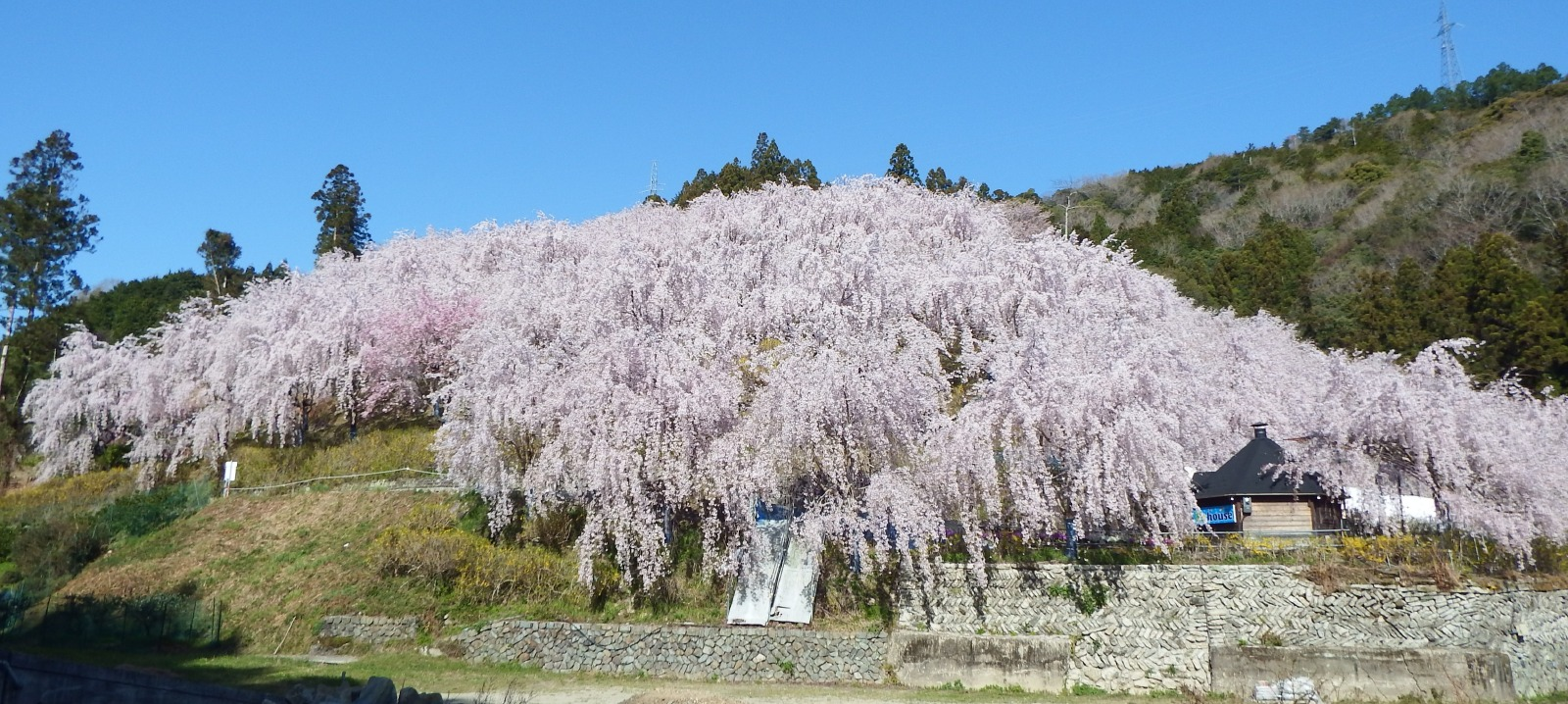
全景
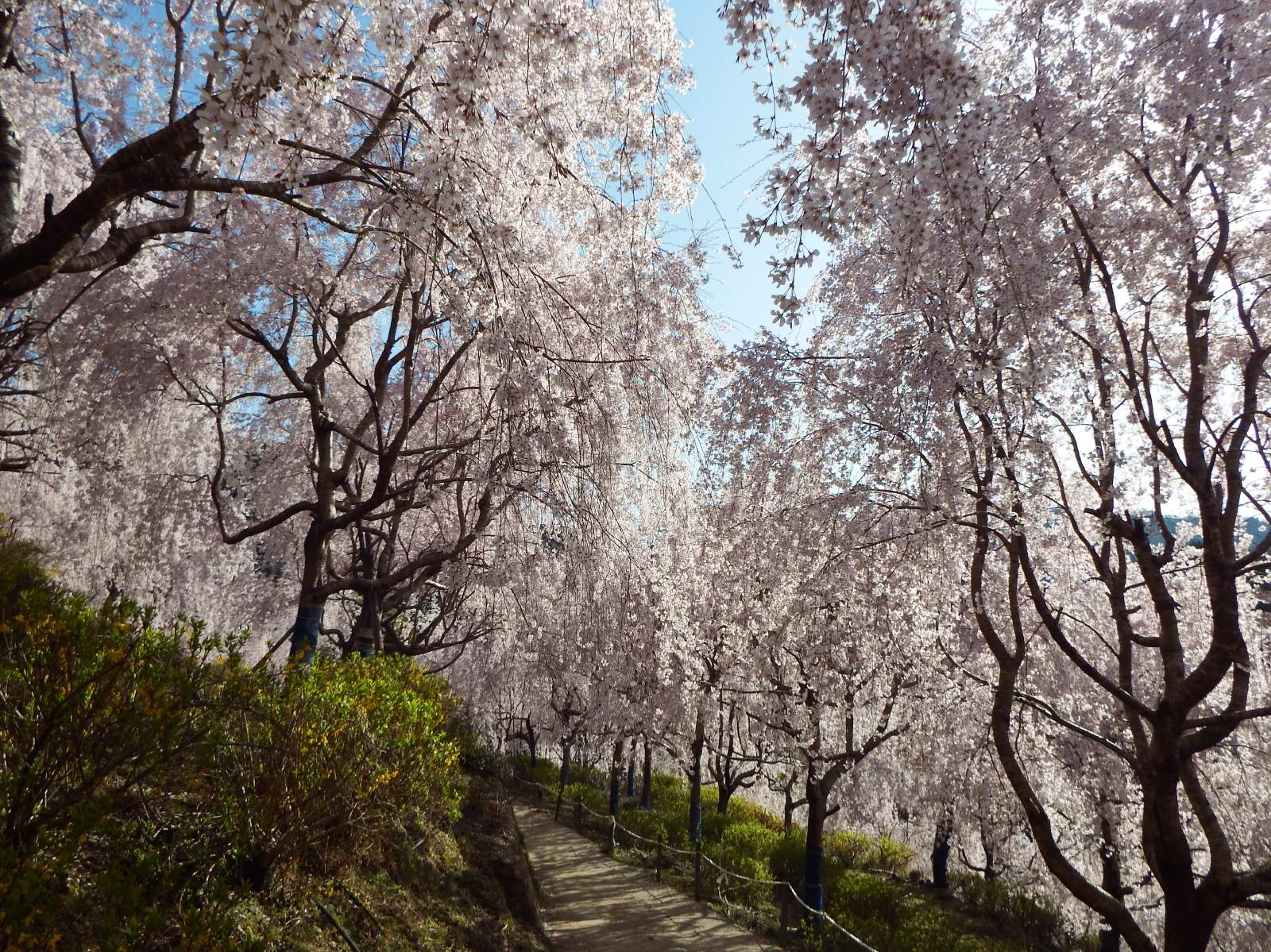
斜面の桜
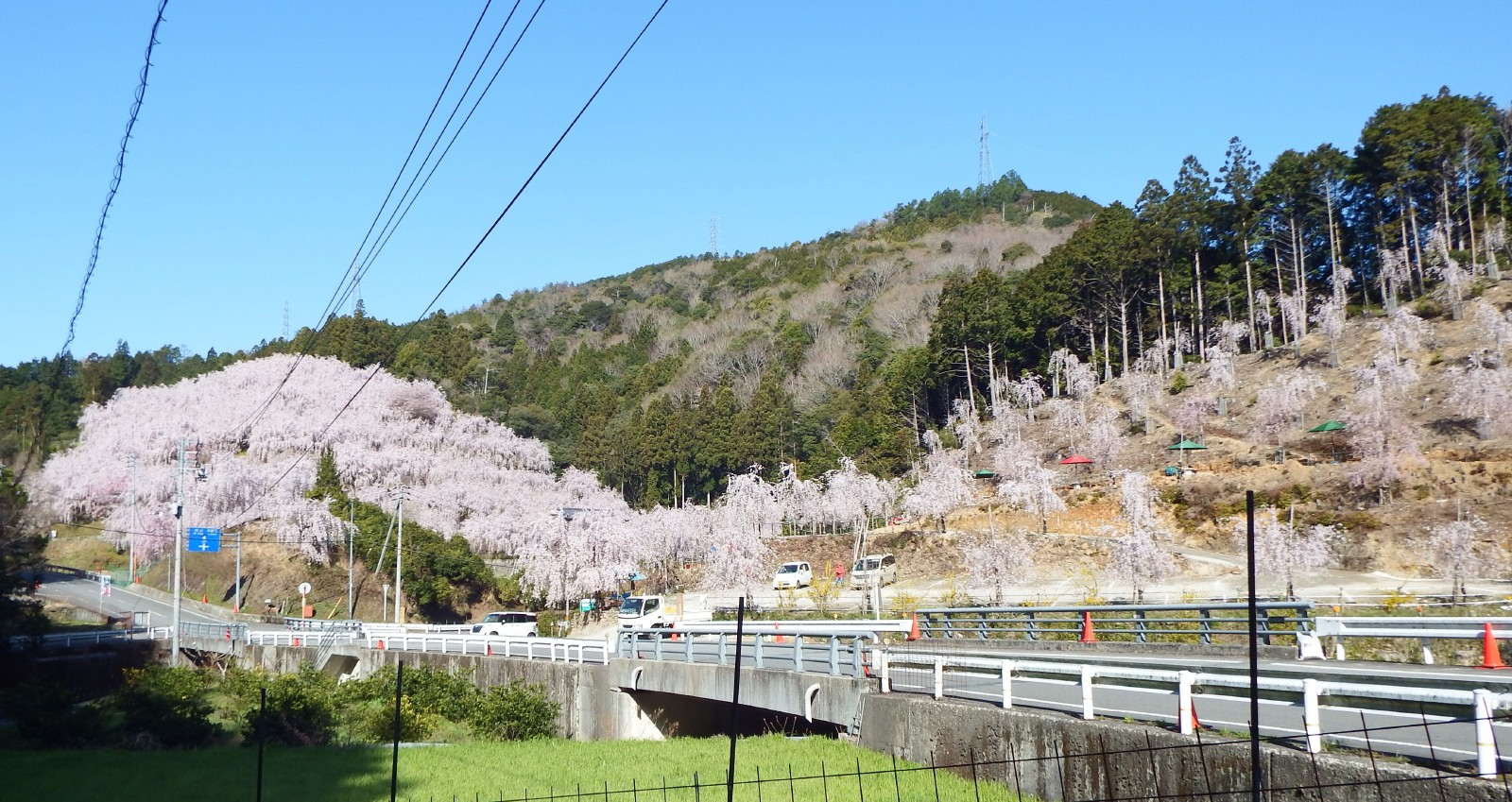
左側は現在の桜園、右側は新たに植えて育てている桜園

## 交通
県道21号養瀬トンネルの南口を出て約100m先を左折し県道207号に入り約2km東の所にある。